# عالم البحار (برنامج)

الدكتور حامد جوهر مُعد ومُقدم البرنامج التلفزيوني عالم البحار.

عالم البحار  برنامج تلفزيوني من تقديم عالم البحار المصري الدكتور حامد جوهر رائد علوم البحار وصاحب أول رسالة ماجستير في كلية العلوم، وهو من أشهر برامج الثمانينات على التليفزيون المصري. 

## عن البحار والمحيطات
تشغل البحار والمحيطات، حيزاً كبيراً من سطح الأرض، يبلغ نحو ثلاثة أرباعه.
تختلف صفات الماء عن الأرض، بسهولة تدفقه من جهة إلى أخرى، ناقلاً الدفء أو البرودة من مكان إلى آخر، وله قوة انعكاس جيدة للإشعاع الشمسي، ولذا فإن درجة حرارة البحار لا ترتفع كثيراً أثناء النهار، ولا تنخفض بسرعة أثناء الليل فلا تختلف درجة الحرارة أثناء الليل عن النهار بأكثر من درجتين فقط.
دلت الأبحاث العلمية أن أقصى أعماق البحار تعادل أقصى علو الجبال، وصرّح الكابتن جاك (ايف كوستو) مكتشف أعماق البحر في أوائل سبتمبر سنة 1956 بأنه قد أمكن التقاط صور فوتوغرافية على عمق 25080 قدماً وأنه اكتشفت ألواناً جديدة من الحياة وأنواعاً لا عهد للعلم بها.